# 拉罗什若迪
拉罗什若迪（法語：La Roche-Jaudy，法語發音：[la ʁɔʃ ʒodi]）是法国阿摩尔滨海省的一个市镇，位于该省西北部，属于拉尼永区。

## 历史
拉罗什若迪成立于2019年1月1日，由以下四个市镇合并而成：
- 恩戈阿特（Hengoat）
- 波姆里特若迪（Pommerit-Jaudy）
- 普尔杜朗（Pouldouran）
- 拉罗什代里安（La Roche-Derrien）

其中拉罗什代里安为政府驻地。

## 地理
拉罗什若迪（48°44'50"N, 3°15'30"W）面积29.42 平方千米，位于法国布列塔尼大區阿摩尔滨海省，该省份为法国西北部沿海省份，位于布列塔尼半岛北部，北濒大西洋英吉利海峡，西接菲尼斯泰尔省，南至莫尔比昂省，东临伊勒-维莱讷省。
与拉罗什若迪接壤的市镇（或旧市镇、城区）包括：特罗盖里、特雷达尔泽克、普勒默尔戈捷、普勒达涅勒、普洛埃扎勒、吕南、普拉特、芒塔洛、朗戈阿特、米尼伊特雷吉耶。
拉罗什若迪的时区为UTC+01:00、UTC+02:00（夏令时）。

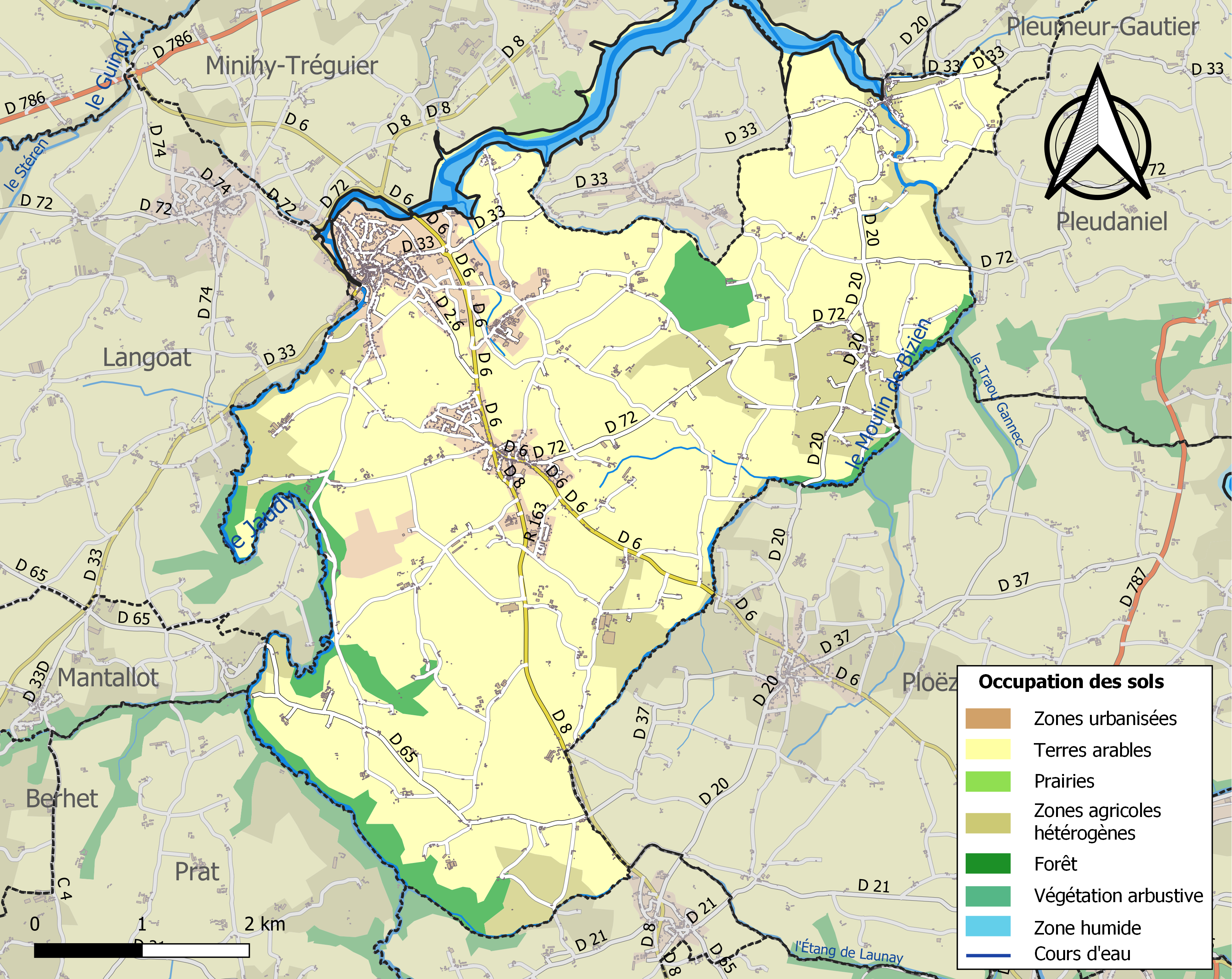
拉罗什若迪的OSM定位图

## 行政
拉罗什若迪的邮政编码为22450，INSEE市镇编码为22264。

## 政治
拉罗什若迪所属的省级选区为特雷吉耶县。

## 人口
拉罗什若迪于2022年1月1日时的人口数量为2643人。